# Stensmyg
Stensmyg (Dilta hibernica) är en insektsart som först beskrevs av Carpenter 1907.  Stensmyg ingår i släktet Dilta, och familjen klippborstsvansar. Arten är reproducerande i Sverige.